# 黑條鋸鱗魚
黑條鋸鱗魚為輻鰭魚綱金眼鯛目金鱗魚亞目金鱗魚科的其中一種，分布於西大西洋區，從美國北卡羅來納州至巴西；東大西洋區，包括維德角群島、聖多美、阿森松岛、聖赫勒拿島等海域，棲息深度可達100公尺，本魚身體縱深而呈扁長形，體上部淡紅色、灰白到下面銀色，刺狀的背鰭有紅色與白色的斑，所有鰭的邊緣是白色的，前鰓蓋骨棘不是突出，體長可達25公分，棲息在礁石區，夜行性，以浮游生物為食，可做為食用魚及觀賞魚。